# Bahnhof Karstädt
Der Bahnhof Karstädt ist der Bahnhof des Ortes Karstädt in der gleichnamigen Gemeinde. Er liegt an der Berlin-Hamburger Eisenbahn und wurde 1853 für den Güterverkehr, 1859 für den Personenverkehr eröffnet. Von 1911 bis 1975 (Personenverkehr) bzw. bis Anfang der 1990er Jahre (Güterverkehr) war Karstädt Anschlussbahnhof zur Westprignitzer Kreisringbahn. Das klassizistische Empfangsgebäude steht zusammen mit einem Nebengebäude, dem Güterschuppen und der Pflasterung des Vorplatzes unter Denkmalschutz.

## Lage
Der Bahnhof liegt am Kilometer 144,3 der Bahnstrecke Berlin–Hamburg westlich des Ortszentrums von Karstädt. Die Bahnstrecke verläuft in diesem Bereich annähernd in Nord-Süd-Richtung und kreuzte im Bahnhofsbereich die alte Trasse der Bundesstraße 5, welche heute auf einer Umgehungsstraße am Ort vorbeigeführt wird. Ungefähr 15 Kilometer in Richtung Südosten liegt die Kreisstadt Perleberg, knapp 20 Kilometer in Richtung Süden der Eisenbahnknotenpunkt Wittenberge. Die Strecke der Westprignitzer Kreisringbahn von Perleberg erreichte Karstädt aus Richtung Südosten, verlief im Ort ein kurzes Stück parallel zur Hauptbahn und anschließend weiter nach Nordosten.

## Geschichte

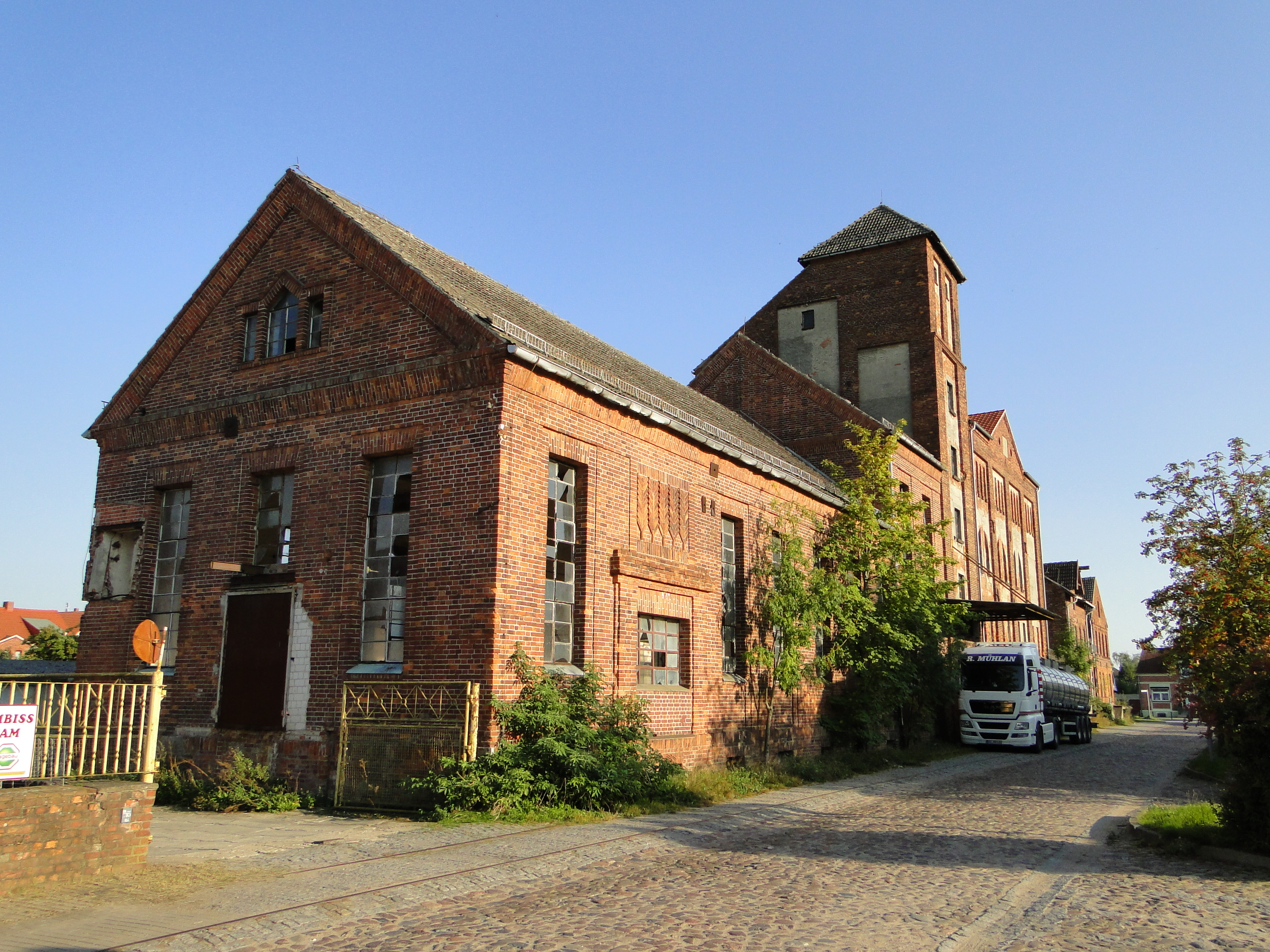
Gleisrest der Westprignitzer Kreisringbahn auf dem Bahnhofsvorplatz. Die Pflasterung und das Gebäude der früheren Molkerei (links) stehen unter Denkmalschutz.

Die Berlin-Hamburger Bahn zwischen Berlin und Boizenburg wurde am 15. Oktober 1846 eröffnet. Zwischen den Bahnhöfen Wittenberge und Grabow gab es in den ersten Betriebsjahren der Strecke als einzigen Unterwegshalt den Bahnhof Wendisch Warnow, der als Grenzbahnhof an der preußischen Grenze zu Mecklenburg-Schwerin diente. 
Am 1. November 1853 ging der Bahnhof Karstädt zunächst für den Güterverkehr in Betrieb. Die Gühlitz-Warnower-Aktiengesellschaft nutzte den Bahnhof zum Transport der in der Nähe von Gühlitz geförderten Braunkohle und legte eine Chaussee von Gühlitz nach Karstädt an. Für den Personenverkehr wurde der Bahnhof vermutlich erst 1859 mit der Fertigstellung des Empfangsgebäudes eröffnet. Im Fahrplan von 1855 taucht der Halt nicht auf.
Im Jahr 1880 hielten fünf Personenzugpaare im Bahnhof. Im Jahr 1911 ging die Strecke der Westprignitzer Kreisringbahn in Betrieb, die ihren Bahnhof auf dem Vorplatz des Staatsbahnhofs erhielt. 
Die auf einer Länge von über zwanzig Kilometern um Karstädt praktisch schnurgerade verlaufende Strecke diente Ende der 1920er Jahre für Hochgeschwindigkeitsversuche. Im Jahr 1931 erreichte der Schienenzeppelin von Franz Kruckenberg bei Karstädt einen Geschwindigkeitsweltrekord von 230 km/h, der 24 Jahre lang Bestand hatte.
Im Personenverkehr blieb das Verkehrsaufkommen mäßig. In den 1930er Jahren bedienten sechs Personenzugpaare am Tag den Bahnhof, vier davon verkehrten bis Berlin, die beiden anderen nur bis Wittenberge.
1975 wurde der Personenverkehr auf der Kreisringbahn eingestellt. Der größte Teil der Strecke wurde abgebaut, der Abschnitt von Karstädt nach Perleberg verblieb bis Anfang der 1990er Jahre für den Güterverkehr und für gelegentliche Umleitungen. Ebenso blieb das Teilstück von Karstädt nach Margarethenthal bei Dallmin für die Bedienung einer dortigen Stärkefabrik bis nach 1990 in Betrieb.
In den Jahren 1986/87 wurde die Verbindung von Magdeburg nach Schwerin und damit auch der Bahnhof Karstädt elektrifiziert.
In der zweiten Hälfte der 1980er Jahre wurde Karstädt zum Schnellzug-Halt. Zweimal in der Woche bediente ein Schnellzug von Schwerin nach Berlin und zurück den Bahnhof. Ansonsten blieb das Angebot im Personenverkehr gering und beschränkte sich jahrzehntelang auf vier Zugpaare am Tag.
Mitte der 1990er Jahre wurde der Verkehr vertaktet. Nahverkehrszüge verbanden Karstädt alle zwei Stunden mit Wittenberge und Schwerin. 
In den 1990er Jahren wurde der Bahnhof umgebaut und mit Außenbahnsteigen versehen. In einer zweiten Ausbaustufe wurde die Strecke auf eine Maximalgeschwindigkeit von 230 km/h ausgebaut und dabei alle schienengleichen Bahnübergänge entfernt und durch Über- oder Unterführungen ersetzt. Der Übergang der früheren Bundesstraße im Bahnhofsbereich wurde ganz geschlossen, Radfahrer und Fußgänger können den Bahnsteigtunnel nutzen.

## Anlagen

### Empfangsgebäude und andere Hochbauten

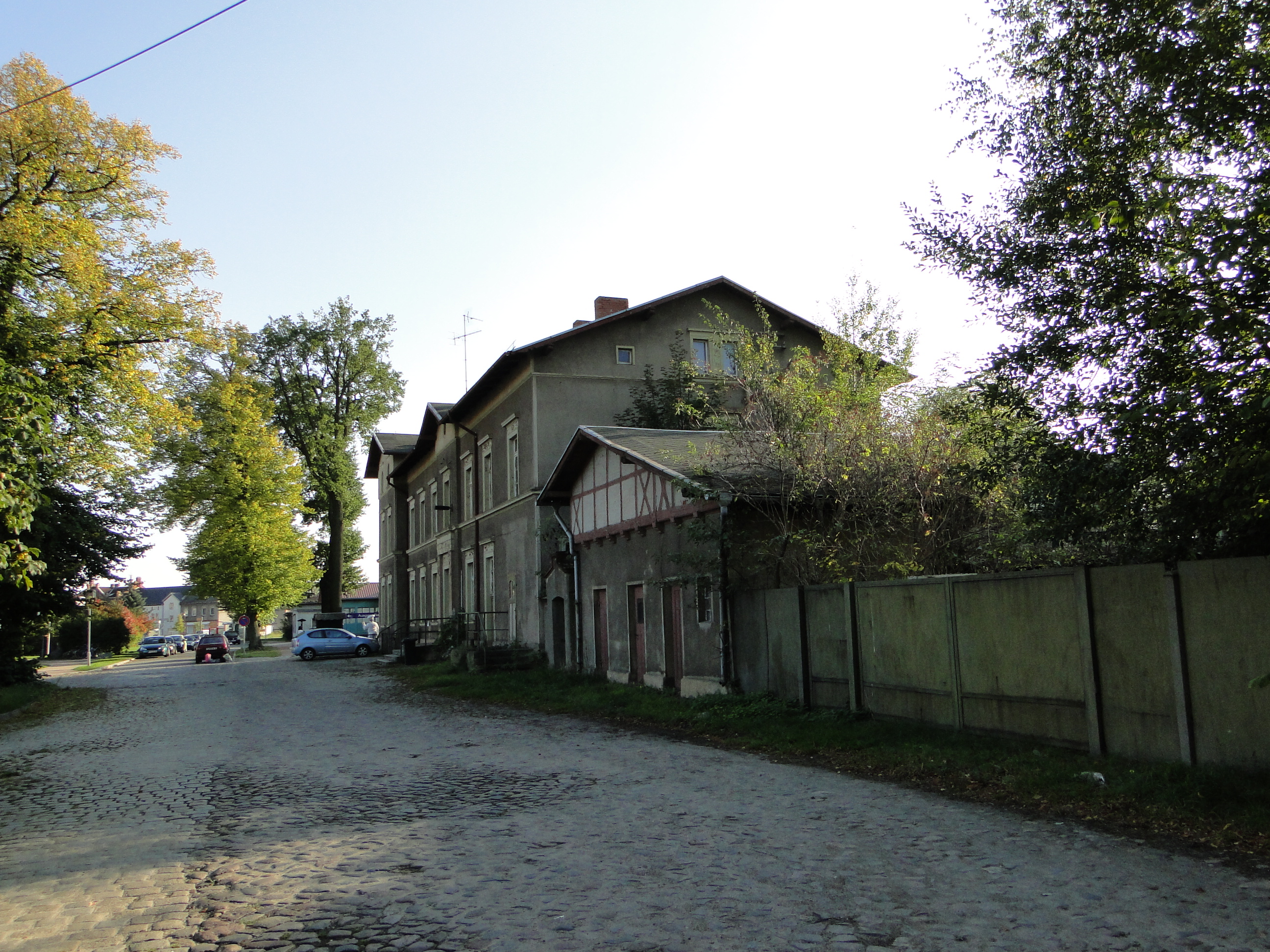
Bahnhof von der Straßenseite. Empfangsgebäude, Nebengebäude und Pflasterung sind denkmalgeschützt.

Das Bahnhofsgebäude steht auf der Ostseite der Gleisanlagen, auf der dem Ort zugewandten Seite der Gleise. Ursprünglich bestand es aus 
vier Längsachsen mit einem Satteldach und einem Mittelrisalit auf der Bahnsteigseite über zwei Achsen. Es ähnelte dabei den vorher entstanden Bahnhofsgebäuden an der Berlin-Hamburger Bahn, beispielsweise denen in Grabow und Bergedorf, die allerdings bereits von Anfang fünfachsig gebaut waren. Der Risalit auf der Ortseite ist nur angedeutet. In den Jahren 1877/78 wurde das Gebäude beträchtlich erweitert. In Richtung Süden wurden fünf weitere Achsen angebaut, die südlichen beiden dabei ebenfalls mit einem Risalit versehen, so dass von Gleisseite aus das Gebäude annähernd symmetrisch wirkt.
Nördlich schließt sich an das Bahnhofsgebäude ein kleines Nebengebäude mit einer Fachwerkfassade im Dachbereich an. Weil dieses Gebäude bereits auf einer um 1860 entstandenen Abbildung dargestellt ist, wird angenommen, dass es zu den ältesten Teilen des Bahnhofs zählt und möglicherweise bereits aus der Zeit vor dem Bau des Empfangsgebäudes stammt. Noch weiter nördlich befindet sich der frühere Güterschuppen. Südlich neben dem Empfangsgebäude stand ein separates Toilettenhäuschen „in romantischen Formen aus Backstein“. Beim Umbau des Bahnhofs musste es den Zugängen zum Bahnsteigtunnel weichen.
Das Gebäude war Anfang der 2000er Jahre eins der wenigen erhaltenen Bahnhofsgebäude aus den frühen Jahren der Berlin-Hamburger Bahn, das noch nicht unter Denkmalschutz stand. Mittlerweile steht das Ensemble des Bahnhofs „bestehend aus Bahnhofsempfangsgebäude, Nebengebäude, Güterschuppen und Pflasterung“ unter Denkmalschutz. Nachdem das Gebäude schon seit langem größtenteils leerstand, zog Anfang 2013 auch der letzte verbliebene Mieter, ein Restaurant, aus dem Bahnhof aus.

### Weitere Anlagen

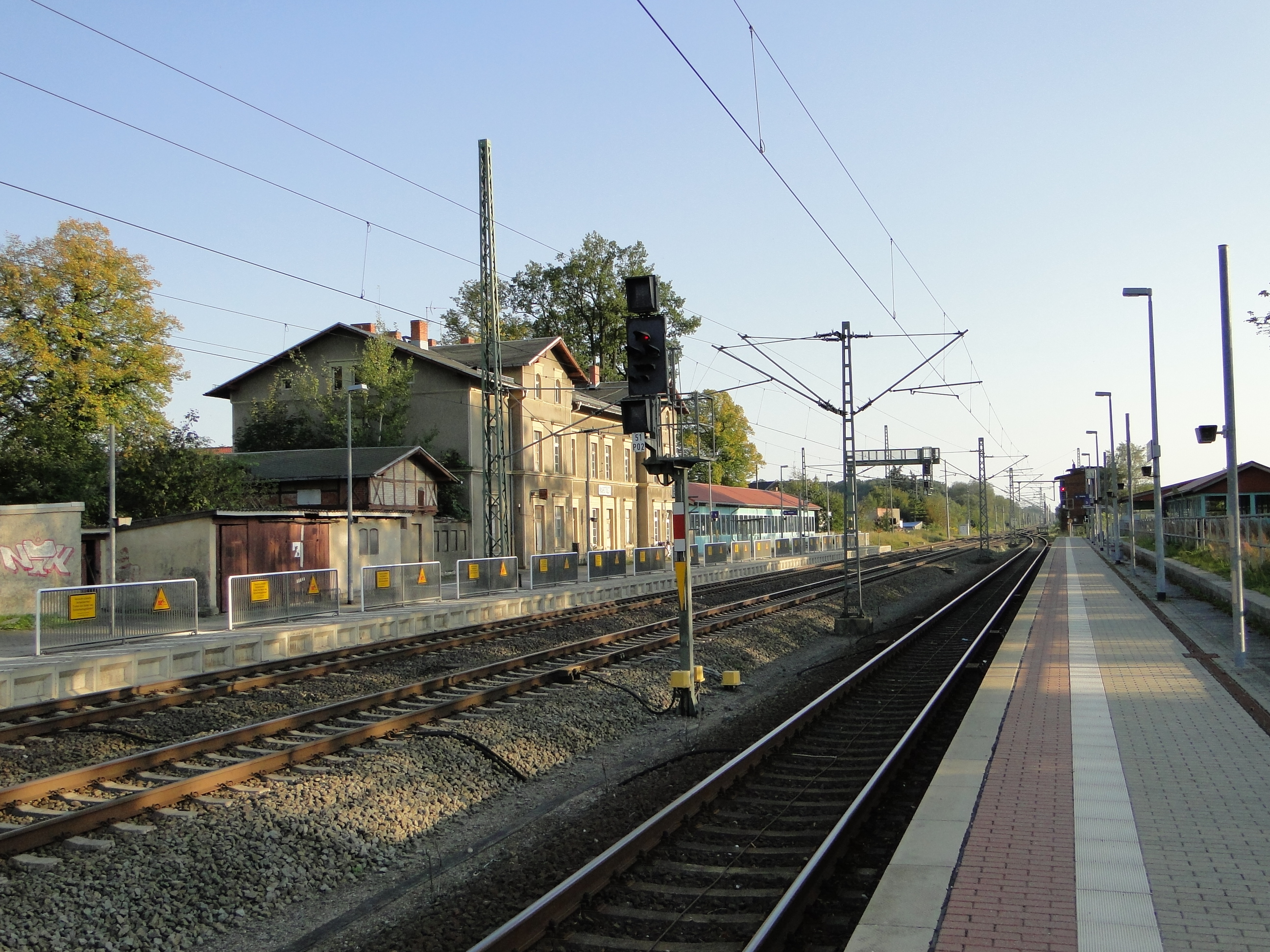
Bahnsteige mit Empfangsgebäude und Zugängen zur Unterführung.

Ursprünglich besaß der Bahnhof einen Hausbahnsteig am Empfangsgebäude am Streckengleis in Richtung Norden und einen über dieses Gleis zugänglichen Bahnsteig am Gleis der Gegenrichtung. Westlich der Durchgangsgleise lagen Gütergleise, weitere Gütergleise schlossen sich auf der Ostseite des Bahnhofs nördlich des Empfangsgebäudes an. In diesem Bereich lag auch das Übergabegleis zum Gleis der Kreisringbahn. Deren Bahnsteig lag am Streckengleis auf dem Vorplatz des Staatsbahnhofs, nördlich davon waren die Anlagen für den Güterverkehr.
Seit dem Umbau verfügt der Bahnhof über drei Durchgangsgleise. Am Streckengleis nach Norden liegt der Hausbahnsteig. Der Außenbahnsteig für die südwärts fahrenden Züge liegt an einem Überholgleis, dazwischen befindet sich ein Gleis für durchfahrende Züge ohne Bahnsteig. Beide Bahnsteige sind über eine Unterführung mit Rampen miteinander verbunden.
Von den Güterverkehrsanschlüssen existiert noch der zum Ziegelwerk auf der Nordwestseite der Gleisanlagen, der Anschluss zu einem Getreidebetrieb auf der Nordostseite wird noch bedient. Weitere Anschlüsse führten früher zur Molkerei und der Flockenfabrik östlich und nordöstlich des Bahnhofs.

## Verkehrsanbindung
Der Bahnhof wird im Personenverkehr durch eine Regional-Express-Linie bedient.
| Linie                    | Linienverlauf | Takt (min)               | EVU  |
| ------------------------ | --- | ------------------------ | ---- |
| RE 8                     | Flughafen BER – Berlin Ostkreuz – Berliner Stadtbahn – Berlin-Spandau – Nauen – Wittenberge – Karstädt – Ludwigslust – Holthusen – Schwerin Hbf – Bad Kleinen – Wismar | 120 (60 BER–Wittenberge) | ODEG |
| Stand: 15. Dezember 2024 | |                          |      |

Am Bahnhof verkehren zusätzlich die Busse der Linien 246 und 248 der ARGE Prignitzbus sowie die Rufbusse 951 und 952.